# 自由國際秩序
在國際關係中，自由國際秩序 （英語：Liberal international order，簡稱LIO），又名基于规则的国际秩序（英語：rules-based international order，简称RBIO）或基于规则的秩序（英語：rules-based order，简称RBO），是描述自1940年代晚期以來，一系列建基於政治自由、經濟自由和自由国际主义的，全球性的管治體系性及建制性關係。更具體而言，其意味著透過多邊組織架構 （如聯合國、世界貿易組織和國際貨幣基金組織） 所作的國際間協作活動，並以平等原則 （自由、法治和人權）、集体安全、自由民主的促進及貨幣政策協作所持續下去。該秩序是見於二戰所造成的惡果，而在極大部分由美利堅合眾國佔主導地位的情況下，所建立起來的。
該秩序的本質及其存在是有被學者們相論辨別。這個體系是被認可具有以下一些特質：可促進自由貿易、增加資本流動性、 民主促进和推進人權，還有針對蘇聯為西方作集體防禦。該秩序是促生了未曾預料到的，北美洲、西歐和日本間諸政體所存有的協作情態。而隨著時間推移，該秩序亦促成了經濟自由主義傳播到世界其他地方，以及協助了鞏固前法西斯或共產主義國度內的民主制。
該秩序的源頭通常被認為始於1940年代，具體以1945年作為史上秩序的始建年份，同時部分學者指出此可追溯到早期的二戰時代同盟國間在1941年大西洋宪章所達成的協議。而約翰·米爾斯海默並不同意上述觀點，爭辯認為該秩序僅是在冷戰後才出現。包括北美洲、歐洲和日本等地的政國是該秩序關鍵的構建成員，經由諸成員之手是組建出一個安全體系，秩序自身的特徵隨著時間亦有多樣的呈現。 部分學者提及到該秩序在冷戰時代是局限於西方之中存在，而冷戰後的秩序版本則擴展到更廣泛的地緣，並賦予到國際組織架構更多的權力。
諸面向上，其於民主政體內是正遭遇內部的民粹主義、保護主義和排外主義的挑戰。 學者們有爭辯起內嵌自由主義 （或雙向運動內的固有邏輯 ） 是維繫公眾對該秩序根基的支持力的關鍵; 一些學者也提出了疑問：內嵌自由主義的諸面向內涵是否已被損毀，進而再導致了針對自由國際秩序的反噬。
尤為矚目的是，自由國際秩序是受到了來自威權政體、不自由政體，還有那些不滿在國際政治上所擔當角色的政體，所帶來的挑戰。中國和俄羅斯是被認知為對自由國際秩序的最具挑戰者。一些學者另有爭辯認為，該秩序也容納了自我毀滅性這一面向的存在，是可觸發其被反噬或自我崩潰。

## 定義
部分學者定義該秩序為「各單位間的範式性或結構性關係」 ，而在自由國際秩序內的相互作用，則是由規則、規範及決策性先例所建構化的。有關觀點同時指出，自由國際秩序並非等同於「基於規則的國際關係」，因為還有基於非自由規則的秩序存在 （譬如西伐利亞主權體系）。
據上述觀點定義的「自由」，是一項對個體的普遍平等所給予的惠待，而也惠及了個體和集體自由。政治自由意味了法治、政權間的主權平等，還有對人權、政治權利和公民自由的保護。經濟自由則意味了以市場導向的自由政策。自由國際主義就意味了原則性的多邊主義和全球治理。
另有學者定義說一個為「聯繫及行動的範式」的國際秩序，是由規則、機構體系、法律和規範所發展出和把控著的，法定上（在廣義知覺範疇裡，活動是被視為值得的、適切的或可接受的） 對於政治秩序是必需的。喬治·勞森則有定義到， 國際秩序是一個「各自離散而互認獨立的政治單位之間進行流通交換的規則性作業」。約翰·米爾斯海默則定義國際秩序為「一個協助治理各成員政體間相互作用行為的，國際諸機構體系的組織化團體」。
約翰·艾肯伯里於其著作《勝利之後》 （2001）內，定義了政治秩序是「一組政體之間的治理協議，包括其憲制性規則、原則及構建體系」， 而在基礎性組織協議設立之後，政治秩序就會建立起來，但如有關協議被推翻、存在爭議或處於無序情境時秩序也會隨之被打破。其所定義下的憲政性國際秩序，是為一個「由一致同意的諸多法律和政治體系所組織起」的政治秩序，其「 運作以分散權利並制衡權威的施行」。憲政性秩序具備有四個核心元素：
1. 諸遊戲規則是遵循秩序的共通協議；
2. 諸規則及實體體系的權威施行是遵循契約及受到制衡；
3. 在諸特定利益範疇上的體系型自治；
4. 一個更廣泛和永恆的政治系統體系，將上述諸規則和實體體系永固[29]。

在2018時艾肯伯里對於自由國際秩序的定義如下：
多層次和多面向，並非為由領頭政體所強加的單一政治形制。國際秩序並非諸政體要么加入或退出的「一樣東西」，它是多樣的建制性規則和實體體系匯集所成。其當中是有深層面的主權規則和規範...... 其為龐大的數組而囊括諸多國際實體體系、國度、條約、協議、準則等等。這些治理協議是在離散各領域所達成的，包括有安全與軍備控制、世界經濟、環境和全球公共資源，人權和政治關係。在其中的一些治理領域上，或許會有狹隘反映到霸權政體利益的規則和實體體系，不過大多所反映的是基於更廣泛系列利益的談判結果。
查爾斯·格拉澤有對該秩序概念內解析到的價值做出定義，觀點是認為其概念相當廣泛和多元而至於「只要是其成員都接納主權規範的話，幾乎任何國際情況都可認證為一個國際秩序」。而針對該秩序其他一些評論，如約翰·米爾斯海默觀點，則認為自由民主促進和超全球化也為該秩序的元素 。
傑夫·科爾根則有指出自由國際秩序的特徵， 是一樣將國際體系內多個子系統聯合起來的主題，而這些子系統可以在自由國際秩序未有根本改變之下，經歷到激烈轉變。

## 辨識
有關國際自由秩序的辯討是一直發展而變得對國際關係來說是尤為重要的。丹尼爾·德德尼和約翰·艾肯貝里有列出屬於該秩序的五個構成組合：安全共同契連，在其之下的強大實體是顯以克制; 美國主控的天然開放性以及其中占主配的跨國間互惠型關係;如德意志和日本一般自限權力實體的存在影響; 得益於「經濟開放的政治基礎」而有的互惠互利（mutual gains）的可供選擇; 以及西方「公民身份」的擔當角色。據格拉瑟 （Charles L. Glaser）所言，國際自由秩序擁有五個關鍵的：「民主，建基於合法權威的等級制，體制性的契約約束力，經濟互依，以及政治融匯」。
來自於如艾肯貝里等學者提出更有認受度的觀點，是綜合反映出了，那些有經歷過自由性國際機構實體的帝國及殖民時代傳奇的學者們，所提出的駁論。來自非西方背景的活動家們對於自由國際秩序的貢獻，也在較新近的時期獲得學者們關注，並由此助益全球的國際關係述論。如以拉丁美洲的個案為例，「由遠至1860年代記起，拉丁美洲法學家們就有為國際法理作出過傑出貢獻，是作為「砂漿」粘合起國際秩序 [...] 然而，歷史性在其他方面而言，國際秩序遺存是—並一直是—嚴重忽視了對拉丁美洲的觸及」。據亞伯拉罕森、安徒生等的觀點認為，既在的自由國際秩序，是包括了非洲&亞州的「南部活動家們」助益到去殖民化進程的遺產。
國際組織是在自由秩序上擔演著中心角色：諸如世貿，是創訂並推動系統實施著諸自由貿易協定，同一時候的世界銀行則為發展中國家提供援助。秩序概念，亦以自由貿易和自由市場會作貢獻予環球經濟蓬勃及和平，為其前設。一些評述有論說到，自由貿易在有些時候，會引致如不平等及環境衰敗這樣的社會問題。
冷戰後，一些關於如氣候變化、核不擴散還有牽涉海商法 （海洋法公約）所持久倡議的，被所掛心的諸國際協議，是成為了自由國際秩序的組成部分。歐盟時常被視為是一個自由國際秩序的主要模範，即其是基於多組國度間諸國際協議的條款而生效運作，而同時超國度聯盟 則視為其本身即是一個可持續自由國際秩序的權威。如此也引發有關論辯，即在多邊主義作為一個核心部分之下，歐盟自身身份定位會如何在未來繼續組變。
多個評說也有辯述道，如在國際貨幣基金組織和世界銀行當中的投票權重所見到那樣，自由國際秩序是偏向了美國與其西方盟友們的利益。
其他觀點有辯解起，諸弱勢政體在塑造自由國際秩序上有擔演著一個中心角色。馬科斯.圖里尼奧是認為，諸弱勢政體由自由國際秩序構築的起始，就運用起「抵制」、「社羣」和「模式」三個的策略來抵壘美國的主導， 從而確保該秩序並不僅僅反映美國的利益。 瑪莎·芬尼莫雷 （Martha Finnemore）是認為，單極狀態不僅意味著由一個單極元素所顯出的超重要優勢，也是意味著一個通過法定化和建制化構築而令單極元素得以穩固其地位的社會結構。在嘗試於國際體系內其他活動方那取得合法背書的話，單極元素方必須給予這些參與者一定水準的權威力量。單極方也可以通過實體機制等的創立，而為其權威獲取合法性及抵擋挑戰，但這些實體機制等也是意味了對單極自身權威的分立流散。大衛·雷克 （David A. Lake）有近似的論說，指出了法制和權力是國際秩序的關鍵構件。亞伯拉罕森則相信，中等強國也獲益於自由國際主義。透過在多邊實體架構的穩固維繫上作投資，諸中等權力實體可以共同維護它們的利益，並抗衡得到超強權威政治。支持自由國際主義因而是中間實權羣體现实政治的形式。
對自由國際秩序所作的現實主義者評說，包括有約翰·米爾斯海默、帕特里克·波特 （Patrick Porter）和格拉瑟。米爾斯海默有認為，自由國際秩序注定會因為在諸自由政體內所面對的反彈，以及外部的諸非自由政體，而崩落。波特則評說，自由國際秩序實際是一個強制性秩序而其是不具自由度的。格拉瑟則有認為，相較與自由國際秩序相聯攜的機制，以權力制衡的理論、談判理論及非建制化理論可以更好地解析北約。
亞倫·麥凱爾 （Aaron McKeil） 斷定針對自由秩序的現實主義評判是有所欠缺。其認為，現實主義者所提供的「抵抗」和「離岸制衡」這些替代性對外政策，會更易於催生代理人戰爭，並會失格無法相稱地提供在管理強權競爭和國際挑戰上所需要的體制水準。

## 與個別國度的關係
中國和俄國被視為自由國際秩序的最大挑戰者。據政治科學家查爾斯·齊格勒（Charles A. Ziegler）的觀點，中國和俄羅斯都是「拒絕自由國際秩序中的政治面，即青睞人權、人道主義干預和民主促進的一面」。卡內基國際和平基金會一些專家則表示，「中俄關係對於西方的最大威脅，展現於他們為自身受益而去扭轉國際體系的影響力」。另外還提出，「尤其自2014年開始，莫斯科當局，是針對時興秩序發起了具修正主義性和攻擊性的挑戰， 顯示其冒著重大風險而削弱國際體系內西方權威的意圖。中國與俄羅斯相較，則有認知到其是有受惠於自由國際秩序，近三十年的急速經濟增長是受助於經濟自由主義進程和全球化」。據2022年10月中美國白宮所發表的國家安全戰略文件，在地緣政治方面最為關注中國所帶來的地緣政治挑戰，並由長遠層面更擔心中國「將威權治理與修正主義外交政策相結合」的舉動，認定中國是唯一一個既有意圖，並有力量在多範疇重塑該國際秩序的競爭者。

### 中國
基於中國有提出如亞洲投資銀行和一帶一路等倡議活動，看上去是與既有的國際機構實體相競爭， 其被視為一個對自由秩序的潛在挑戰者。范·紐文惠岑（Van Niewenhuizen）篤定擔任中共總書記的習近平，是尋求取代掉自由國際秩序。據政治科學家托馬斯·安布羅休（Thomas Ambrosio）觀點，上海合作組織的目標之一是確保自由民主制無法在其成員國度內取得位置， 和在中亞推動威權模式。
呂利格（Rühlig）在2018年3月撰文當中，有詢問過為何習近平治下的中國，會尋求改變一個正正賴於其而汲取來利潤不可估量的體系，時世界經濟論壇的阿努希拉萬·埃特沙米（Anoushiravan Ehteshami）答道：「中國視伊朗為其通向西方的大門，那裡不僅是內部具有一個龐大市場，而且其也是一個為中國通向中東其餘地區最終至歐洲的大門」。妮莎·瑪麗·馬修（Nisha Mary Mathew）強調，主要由中國自行發掘而在歐亞大陸土地占主導地位的需求，令到伊朗成為其中的一個寵兒。單在2017年，據統計中國方面是總共與伊朗簽訂了價值超過$150億美金的基建項目，雙方合建項目包括有「高速鐵路，國家電網升級，以及天然氣管道」，雙方計劃是在2019～2025年間，將雙邊貿易增值到美金$6,000億。
有關研究觀點認為，在該秩序層面上中國共產黨是有策略地行事，即針對那些是相對最核心關乎其轄內管治範疇的諸國際協約安排，會去投放資源以重塑或抵制它們，另一面對其他相較前者關係度不高的範疇上的國際實務，則更有意願搭免費便車或遵循實施。評說指，中國內部的「社會目的」儘管較為傾向於西伐利亞的主權和互不干涉規範這個更保守的秩序版本，但其並非是要求訴諸對既有國際秩序作出徹底的破壞。 例如在聯合國之內，中國是有試圖轉變對人權範疇的國際義務，轉而強調起政權主權優先、公民社會過錯和經濟發展。有關研究相信，國際秩序的未來不僅取決於中國境內政治的轉變，也取決於美國及其他領頭成員的同一範疇情況——中國被認為並非唯一一個趨於採取更種族-國族主義者政策的國度，印度和以色列在內政層面亦顯現有同樣趨向。另外許多國度包括美國，對於國際刑事法院和国际法院這些為自由國際秩序中一部分更為進擊的元素，共同持有著如中國一般的矛盾心態。另外觀點指，對於在貿易、投資、知識產權、科技和環境等較異質範疇上的事務，雖然也屬於高度核心問題，不過中國共產黨仍會願意並可以為達成一系列國際和約而做出努力，但有關的談判會較為艱難且可能需為境內執行及境內相爭的利益而付出代價。而反過來說，在更為核心而異質度相對不高的事務範疇上，中國共產黨更傾向於不被觸碰，或就此另行建立一個替代的政體同盟體，或致力於改換出具更少自由度的諸多範式。

### 俄羅斯
不少學者都同樣認為， 普京治下的俄羅斯是有尋求損毀自由國際秩序，在該議題範疇是發展出了多樣觀點。首要一個是認定俄羅斯是一個正尋求完全顛覆國際間外交活動的「復仇者權威」，第二個觀點則認為，俄羅斯是一個尋求強推在既有秩序內的增變的「防禦權威」，第三點是認為俄羅斯是一個「凶相畢露的分崩主義者」，以普京是在對於推進國境內法治化的國際事務上顯以一個「破壞者姿態」站位。
政治社會學者拉里·戴蒙德認為普京針對自由民主的攻擊，典型如於2008年阿布哈茲&南奧塞梯飛地對陣獨立的格魯吉亞的格俄戰爭，對烏克蘭亞努科維奇的支持，以及2014年以無佩戴番號標識的部隊所進行對烏克蘭的軍事入侵。普京也被指控是有跨歐洲範圍內資助眾多極右或國族民粹政黨，譬如國民聯盟（時名國民前線）在2014年就有從一家俄羅斯銀行獲得價值900萬歐元的貸款。拉里·戴蒙德認為因為此舉， 而有影響到時國民前線的政策，諸如瑪琳·勒龐對併吞克里米亞一舉表露支持。
2022年俄羅斯入侵烏克蘭以及針對該入侵更廣泛擴延的回應，是引起了對於自由國際秩序的更新一步討論。Political 政治科學家盧坎·魏（Lucan Way）撰文指普京發動入侵是不經意間反而強化了自由國際秩序，即全面的俄羅斯入侵行動與較小層面的冷衝突及政治干預比較起來，是成為一個對於主權更顯著的帝國性挑戰。 魏有說到，諸如歐盟這般的共同體在作為自由國際秩序既有的基石之下，會採取更為一致化的行動。 總部在新德里的觀察研究基金會主席薩米爾·薩蘭（Samir Saran）則表示，國際自由秩序之中更新一步的顯像信號，是給予了國際社會新的機遇，但期望自由國際秩序可以在歐洲的安全災禍後，仍主導得到環球事務內的利益。 愛德華·盧斯（Edward Luce）則說，該入侵是一個對國際秩序的嚴重威脅，因為「一旦普京成功了，大國可以免於刑罰地吞併較小一方的叢林法則，就會得以法定合法化」。同時，盧斯也認為，除開「自由國際秩序 」，出於其所述為外交範疇的可選常態，也應使用其他不同的專門術語（指稱秩序） 。克莉·莎克（Kori Schake）論辯道，俄羅斯入侵是激將起了西方回應，其是強化到了跨大西洋同盟這為自由國際秩序其一主要的部件， 另外也牽涉到一個含有日本這一最大夥伴的環球性回應。莎克認為，烏克蘭自身防衛（這一範疇），透過其所展現出自由主義和威權主義間的鮮明差異，可作為該秩序新的一個強化要素。

## 延伸閱讀
（英語）
- A World Imagined: Nostalgia and Liberal Order （页面存档备份，存于） By Patrick Porter
- There's No Such Thing as 'the' Liberal World Order （页面存档备份，存于） by Michael Lind
- Asia after the liberal international order （页面存档备份，存于） by Amitav Acharya
- Misreading the “Liberal Order” （页面存档备份，存于） by Paul Staniland
- Paeans to the ‘Postwar Order’ Won’t Save Us （页面存档备份，存于） by Stephen Wertheim
- Robert Keohane. 1984. After Hegemony: Cooperation and Discord in the World Political Economy （页面存档备份，存于）. Princeton University Press.
- John Ikenberry. 2001. After Victory: Institutions, Strategic Restraint, and the Rebuilding of Order after Major Wars （页面存档备份，存于）. Princeton University Press.
- Latin America and the liberal international order by Tom Long
- Ordering the world? Liberal internationalism in theory and practice （页面存档备份，存于）, edited by G. John Ikenberry, Inderjeet Parmar, Doug Stokes
- Kyle M. Lascurettes and Michael Poznansky. 2021. "International Order in Theory and Practice." in the Oxford Research Encyclopedia of International Studies.